# Famille de Gaston
La famille de Gaston, anciennement Gaston, est une famille éteinte du Rouergue anoblie par le capitoulat de la ville de Toulouse en 1758[réf. nécessaire].
Elle a compté parmi ses membres un capitoul de Toulouse, des religieux dont un prélat, un combattant durant la guerre d'indépendance américaine et un gentilhomme du roi Charles X.

## Histoire
La famille de Gaston est éteinte.

## Personnalités

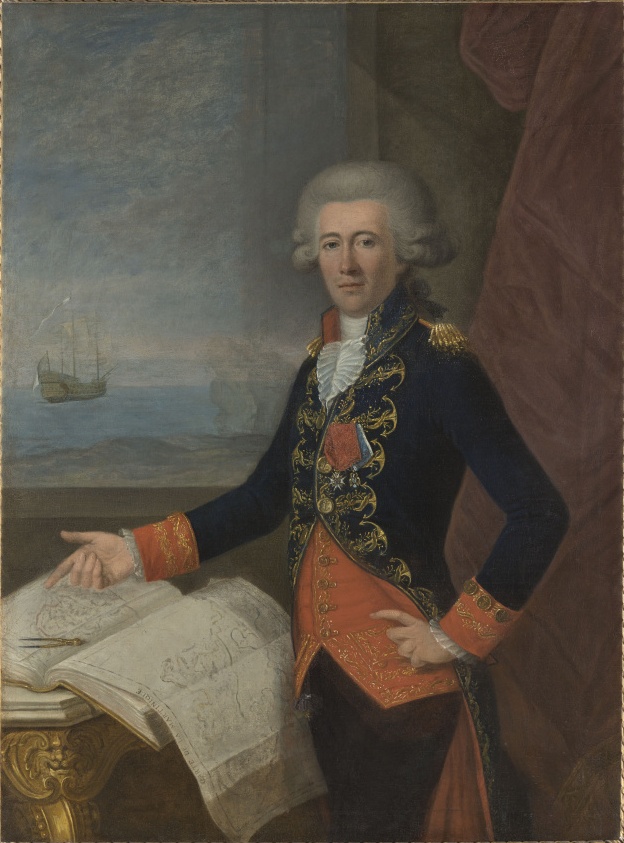
Jean-Albert de Gaston, comte de Vauvineux (1749-1811), capitaine des vaisseaux du roi, portrait à l'huile

- Bernard Albert de Gaston de Pollier (1691-Rodez 1787), sieur de Larguiez, capitoul de Toulouse en 1758, et releva le nom d'Albert de Pollier. Il épousa le 21 décembre 1716 Jeanne de Balsac, fille d'Antoine de Balsac, sieur de Vialatelle, lieutenant particulier du roi en l'élection de Rodez, et d'Anne Delmas. Ils eurent sept enfants : 
  - Antoine de Gaston de Pollier (1718-1797), avocat en parlement, épousa en 1748, sa cousine Marie-Thérèse de Balsac de Firmy, fille de Jean-Claude de Balsac, baron de Firmi, et d'Isabeau Séguret. Il acquit du marquis Robert de Lignerac la baronnie de Landorre. Il acquit également le comté de Vauvineux avec son manoir le 21 décembre 1781[2]. Il prenait les titres suivants : chevalier, comte de Salmiech, baron de Landorre, et seigneur en partie des terres de l'abbaye Notre-Dame de Bonnecombe, Il ne porta jamais le titre de « comte de Vauvineux » car le comte Pottin mourut en 1823. Ce couple eut trois fils, dont :
    - Jean-Joseph-Albert de Gaston de Pollier (Rodez 1749-1811), capitaine des vaisseaux du roi, puis chef d'escadre, chevalier de Saint-Louis, prit part à la Guerre d'indépendance américaine où il commandait en 1782 le navire L'Amazone basé dans le port de Boston. Son père étant propriétaire du manoir de Vauvineux et portant le titre de « comte », il porta le titre de « comte de Vauvineux ». Il se maria en 1783 avec Adélaïde Sentier de Chuignes, eut un fils Charles-Albert. Jean-Joseph-Albert émigra pendant la Révolution et eut tous ses biens confisqués. Il divorça par calcul en l'An IX (1793). Cette fiction juridique permit à sa femme de racheter tous ses biens vendus comme Biens Nationaux la même année. Jean-Joseph-Albert fut le premier à surmonter les armoiries familiales d'une couronne de comte.
    - Hyacinthe de Gaston de Saint-Sauveur (1767-1808), lieutenant de cavalerie en 1787 au régiment du Gévaudan, émigre à Coblence en Allemagne et sert dans l'armée de Condé. Celle-ci dissoute, il resta en Allemagne quelque temps où il publia  en 1796 une "déclaration des français restés fidèles à leur Roi", puis il part pour Hambourg où il retrouve son oncle ecclésiastique qui lui remis un modeste viatique et partit à pied (2 000 km) pour Moscou en Russie où il dirigea le Journal de  Saint-Pétersbourg, puis rentra en France où il fut proviseur du Lycée de Limoges et donna une traduction de l'Énéide, ainsi que plusieurs odes et poèmes.

  - Joseph-Albert de Gaston de Pollier (Rodez 17/06/1720-1785), évêque des Thermae Basilicae (de) in partibus, abbé commendataire de Loc-Dieu en 1763. Il fut sous-précepteur des Enfants de France et premier aumônier du comte d’Artois. Il meurt à Paris en 1785.
  - Jean-Louis de Gaston, abbé de l'abbaye Notre-Dame de La Couronne à La Couronne, près Angoulême aussi abbé commendataire du Bournet (Charente), il représente les religieux à l’assemblée du clergé en 1789[3]
  - Pierre de Gaston, grand vicaire de Cahors
  - Bernard de Gaston, chanoine de  Montpellier †1793
  - Hyacinthe de Gaston de Pollier, prieur de  Marcolès, dans le Carladès
  - Anne de Gaston de Pollier (†1802), mariée à François-Antoine de Mazars, sieur de Bellefond, dont :
    - Thérèse Mazars mariée avec Jean-Antoine Delpech del Perié (1760-1849), avocat au parlement de Toulouse, maire de Sauveterre, administrateur du département de l'Aveyron,
    - Ambroise de Mazars, vicaire général de Rodez
    - Dom Antoine Mazars, chanoine de Cahors
    - Marie-Anne mariée en 1791 avec François de Segonds de La Brousse, seigneur de Lestang
- Charles-Albert de Gaston de Pollier dit le comte de Vauvineux (Amiens 1784-Paris 1858), fils de Jean-Albert, capitaine de cavalerie il fut gentilhomme ordinaire de la chambre du roi Charles X.

## Alliances
Les principales alliances de la famille de Gaston sont : Pomarède, de Rech, de Vedelly (ou de Védelly), de Balsac (1716, 1748), de Mazars, Sentier de Chuignes (1783).

## Armes, titres
Armes : D’argent à trois fasces de gueules accompagnées en pointe d’une corneille de sable; au chef d’azur chargé de trois étoiles d’argent[réf. nécessaire]